# شدغه
شدغه (بالفارسية: چدگِه) هي قرية أفغانية في مقاطعة خواهان التابعة لولاية بدخشان الواقعة في شمال شرق أفغانستان.